# Sioux Ghost Dance
Sioux Ghost Dance er en amerikansk stumfilm fra 1894 af William K. L. Dickson.